# Тот, кто следовал за мистером Рипли
«Тот, кто следовал за мистером Рипли» (англ. The Boy Who Followed Ripley) — детективный роман с элементами триллера американской писательницы Патриции Хайсмит, впервые опубликованный в 1980 году. Четвёртый в серии о похождениях Тома Рипли. 

## Сюжет
Шестнадцатилетний юноша, представившийся именем Билли, просит у Тома работу, и тот нанимает юношу садовником, выделив комнату в домике для гостей. Однако сам Том уверен, что знает, кто этот юноша — он видел его лицо в газете. Небольшое расследование Тома помогает ему добраться до истины — юношу зовут Фрэнк Пирсон, он сбежавший из штатов сын недавно скончавшегося американского магната.
Вскоре Фрэнк признаётся в убийстве отца — он столкнул мужчину с обрыва. Интерес Рипли к юноше крепнет по мере их общения, так как Том узнаёт в молодом человеке себя в юности. Том делает Фрэнку фальшивый паспорт, и они перебираются в Германию. Вскоре они оказываются в Западном Берлине, где останавливаются у партнёра Тома по аферам, Ривза Майнота. Там мальчика похищают преступники, требуя за него выкуп. Том предлагает семье мальчика помощь в его возвращении.

## Адаптации
- В 2009 году была создана радиопостановка компанией BBC Radio 4. Йен Харт сыграл Тома, Хелен Лонгворт сыграла Элоизу, Николас Хольт в роли Фрэнка.[1]

## Российские издания
- Амфора: 2004, 504 стр. Перевод — Игорь Богданов (четвёртый том собрания сочинений о Томе Рипле).[2]